# François de Rohan-Gié
François de Rohan-Gié (1515-1559) est le petit-fils du maréchal Pierre de Gié et le fils de Charles. Il est lieutenant général en Bretagne de 1544 à sa mort en 1559. Il est par deux fois ambassadeur pour le roi de France : à Rome en 1548 puis à Londres en 1553 (ambassade courte de deux mois). À son retour en Bretagne, il doit défendre la province des débarquements espagnols puis anglais et flamands. Il meurt en 1559 alors que la branche huguenote des Rohan s'engage dans les toutes premières guerres de religion.
Il épouse Catherine de Silly (v. 1508-v. 1545), dame de Rochefort, en 1536 (fille de Charles de Silly, comte de La Roche-Guyon et de Philippine de Sarrebruck-Commercy), dont :  
- Éléonore de Rohan-Gié, épouse en 1561 de Louis VI de Rohan-Guémené ;
- Jacqueline de Rohan-Gié, épouse de François de Balsac d'Entragues (1541–1613), gouverneur d'Orléans, arrière-petit-fils de Robert de Balsac d'Entragues ;
- Françoise, dite Diane de Rohan-Gié (v.1540-1585), dame de Gilbourg, épouse en 1564 de François Maillé de la Tour-Landry.